# Bowil
Bowil ist eine politische Gemeinde im Verwaltungskreis Bern-Mittelland des Kantons Bern in der Schweiz.

## Geographie
Bowil liegt auf 733 m ü. M., 6 km östlich von Konolfingen und 20 km ostsüdöstlich der Stadt Bern (Luftlinie). Das Bauerndorf erstreckt sich in der breiten Talsenke zwischen den Höhen der Blasenflue im Norden und des Kurzenbergs im Süden, exakt auf der Talwasserscheide zwischen den Einzugsgebieten der Chise (rechter Zufluss der Aare) und der Emme.
Die Fläche des 14,7 km² grossen Gemeindegebiets umfasst einen Abschnitt des relativ stark reliefierten Hügellandes zwischen Aaretal und Emmental. Der zentrale Teil des Gebietes wird von der 500 m bis 1 km breiten flachen Talsenke eingenommen, welche sich von Westen nach Osten erstreckt und für Bahn und Strasse einen einfachen Übergang von Bern in das mittlere Emmental gewährleistet. Der westliche Teil dieser Senke wird von der Chise und ihrem Quellbach Dürrbach entwässert, während der Schüpbach, welcher durch den Steinengraben fliesst, für eine Entwässerung des östlichen Teils sorgt. Der Steinengraben bildet zugleich die östliche Gemeindegrenze. Nördlich dieser Talsenke reicht der Gemeindebann über einen steilen Hang bis auf die südlichen Vorberge der Blasenflue (im Geisswald 930 m ü. M.) und in den Schwändigraben.
Nach Süden erstreckt sich der Gemeindebann über einen sanft ansteigenden und durch verschiedene Quelltäler des Dürrbachs untergliederten Hang bis auf den Kamm des Kurzenberges. Hier verläuft die Südgrenze über die Waldhöhen von Ringgis (mit 1183 m ü. M. der höchste Punkt von Bowil), Müliseilewald (1180 m ü. M.) und Goucherewald (bis 1100 m ü. M.). Von der Gemeindefläche entfielen 1997 5 % auf Siedlungen, 39 % auf Wald und Gehölze, 55 % auf Landwirtschaft und etwas weniger als 1 % war unproduktives Land.
Zu Bowil gehören verschiedene Weiler, Hofgruppen und Einzelhöfe, die weit verstreut auf der Nordabdachung des Kurzenbergs liegen. Zu den wichtigen Weilern und Hofgruppen zählen:
- Rünkhofen (700 m ü. M.) am nördlichen Rand des Chisetals, an der Mündung des Schwändigrabens
- Oberhofen (703 m ü. M.) in der Talmulde bei Bowil
- Hübeli (712 m ü. M.) am Nordfuss des Kurzenbergs und am Rand des Mooses
- Steinen (713 m ü. M.) am Schüpbach, an der Mündung des Steinengrabens in die Talmulde
- Längeney (781 m ü. M.) im Dürrbachtal südlich von Bowil
- Friedersmatt (825 m ü. M.) in einem Talkessel des Dürrbachs zwischen den Höhen des Kurzenbergs
- Schwändimatt (813 m ü. M.) an aussichtsreicher Lage auf der Nordabdachung des Kurzenbergs

Nachbargemeinden von Bowil sind Signau, Röthenbach im Emmental, Linden, Oberhünigen, Zäziwil und Oberthal.

## Geschichte
Die erste urkundliche Erwähnung des Ortes erfolgte 1299 unter dem Namen Bonwile. Später erschienen die Bezeichnungen Buonwile (1338) und Bonwyl (1534). Der Ortsname geht wahrscheinlich auf den althochdeutschen Personennamen Bobo oder Bovo zurück und bedeutet demnach beim Gehöft des Bobo/Bovo.
Seit dem Mittelalter unterstand Bowil der Freiherrschaft Signau, mit der es 1363 an die Grafen von Kyburg und 1399 an Bernburger Familien gelangte. Unter Berner Oberhoheit wurde das Dorf 1529 der neu geschaffenen Landvogtei Signau zugeordnet, während die hohe Gerichtsbarkeit stets beim Landgericht Konolfingen lag. Nach der Reformation war die Friedersmatt während langer Zeit Versammlungsort der Emmentaler Täuferbewegung. Nach dem Zusammenbruch des Ancien Régime (1798) gehörte Bowil während der Helvetik zum Distrikt Höchstetten und ab 1803 zum Oberamt Konolfingen, das mit der neuen Kantonsverfassung von 1831 den Status eines Amtsbezirks erhielt.

## Bevölkerung
Mit 1310 Einwohnern (Stand 31. Dezember 2023) gehört Bowil zu den kleineren Gemeinden des Kantons Bern. Von den Bewohnern sind 98,4 % deutschsprachig, 0,5 % albanischsprachig und 0,4 % sprechen Englisch (Stand 2000). Die Bevölkerungszahl von Bowil belief sich 1850 auf 1588 Einwohner, 1900 auf 1665 Einwohner. Im Verlauf des 20. Jahrhunderts pendelte die Bevölkerungszahl bis 1960 stets im Bereich zwischen 1450 und 1560 Personen. Danach erfolgte eine Abwanderungswelle mit einem Rückgang auf 1247 Einwohner (1980). Seither wurde wieder eine Bevölkerungszunahme verzeichnet.

## Politik
Bei den Nationalratswahlen 2023 betrugen die Wähleranteile in Bowil (in Klammern die Veränderung im Vergleich zu den Wahlen 2019 in Prozentpunkten): SVP 53,43 % (+1,53), Mitte 10,50 % (−1,05), SP 8,58 % (−1,05), EVP 8,06 % (+2,03), EDU 4,99 % (+2,23), Grüne 4,81 % (−2,73), glp 4,57 % (−0,12), FDP 1,98 % (−0,34), Weitere 3,06 % (−0,49).

## Wirtschaft
Bowil war bis in die zweite Hälfte des 20. Jahrhunderts ein vorwiegend durch die Landwirtschaft geprägtes Dorf. Noch heute haben die Milchwirtschaft und die Viehzucht sowie die Forstwirtschaft einen wichtigen Stellenwert in der Erwerbsstruktur der Bevölkerung. Zahlreiche weitere Arbeitsplätze sind im lokalen Kleingewerbe und im Dienstleistungssektor vorhanden. In Bowil sind heute Betriebe der Holzverarbeitung, des Maschinenbaus, des Baugewerbes und mechanische Werkstätten vertreten. In den letzten Jahrzehnten hat sich das Dorf zu einer Wohngemeinde entwickelt. Am nördlichen Talhang bei Steinen entstand das neue Wohnquartier Schlossberg. Viele Erwerbstätige sind deshalb Wegpendler, die hauptsächlich in den grösseren Ortschaften der Umgebung und in der Agglomeration Bern arbeiten.

### Verkehr
Die Gemeinde ist verkehrstechnisch recht gut erschlossen. Sie liegt an der Hauptstrasse von Bern via Langnau im Emmental nach Luzern. Am 1. Juni 1864 wurde der Abschnitt Gümligen–Langnau im Emmental der Eisenbahnlinie von Bern nach Luzern mit einem Bahnhof bei Bowil eröffnet.

## Sehenswürdigkeiten
Im alten Ortskern sowie in den verschiedenen Weilern sind zahlreiche charakteristische Bauernhäuser des bernischen Landstils aus dem 17. bis 19. Jahrhundert erhalten. Die Dorfkirche steht auf freiem Feld zwischen Bowil und dem Ortsteil Oberhofen. Sie feierte im Sommer 2006 ihr 75-jähriges Bestehen. An einer Talenge nahe der östlichen Gemeindegrenze, aber noch auf Bowiler Boden befinden sich die Ruinen Alt Signau (südlich des Tals) und Neu Signau (nördlich des Tals) der Freiherren von Signau.

## Persönlichkeit
- Adolf Wölfli (1864–1930), bildender Künstler, Komponist und Schriftsteller.[6]